# 维尔登施普灵
维尔登施普灵（德語：Wildenspring，發音：[ˈvɪldn̩ˌʃpʁɪŋ]）是德国图林根州伊尔姆县曾经的一个市镇，面积4.43平方千米，2017年12月31日人口为170人。2019年1月1日，维尔登施普灵与另外6个市镇并入市镇大布赖滕巴赫。